# Plagiotriptus
Plagiotriptus is een geslacht van rechtvleugeligen uit de familie Thericleidae. De wetenschappelijke naam van dit geslacht is voor het eerst geldig gepubliceerd in 1889 door Karsch.

## Soorten
Het geslacht Plagiotriptus omvat de volgende soorten:
- Plagiotriptus alca Bolívar, 1914
- Plagiotriptus carli Bolívar, 1914
- Plagiotriptus discolor Hemp, 2011
- Plagiotriptus hippiscus Gerstaecker, 1869
- Plagiotriptus leei Descamps, 1977
- Plagiotriptus loricatus Rehn & Rehn, 1945
- Plagiotriptus parvulus Descamps, 1977
- Plagiotriptus peterseni Johnsen, 1986
- Plagiotriptus pinivorus Descamps, 1977
- Plagiotriptus somalicus Baccetti, 1990